# Пряжев
Пряжев (укр. Пряжів) — село на Украине, основано в 1584 году, находится в Житомирском районе Житомирской области.
Код КОАТУУ — 1822086505. Население по переписи 2001 года составляет 1060 человек. Почтовый индекс — 12445. Телефонный код — 412. Занимает площадь 0,107 км².

## Адрес местного совета
12444, Житомирская область, Житомирский р-н, с.Сингуры, ул.Ленина, 1